# Ariagner Smith
Ariagner Smith (Somoto, 13 dicembre 1998) è un calciatore nicaraguense, attaccante del Panevėžys.

## Carriera

### Nazionale
Viene convocato per la prima volta in nazionale il 23 marzo 2015, nella partita vinta 5-0 contro Anguilla, senza però scendere in campo. Esordisce il 16 marzo 2017 nell'amichevole persa 2-0 contro Honduras dove subentra al minuto 46 al posto di Luis Galeano.

## Statistiche
Statistiche aggiornate al 15 aprile 2023.

### Presenze e reti nei club
| Stagione                | Club                    | Campionato              | Campionato | Campionato | Coppe nazionali | Coppe nazionali | Coppe nazionali | Coppe continentali | Coppe continentali | Coppe continentali | Supercoppe | Supercoppe | Supercoppe | Totale | Totale |
| Stagione                | Club                    | Comp                    | Pres       | Reti       | Comp            | Pres            | Reti            | Comp               | Pres               | Reti               | Comp       | Pres       | Reti       | Pres   | Reti   |
| ----------------------- | ----------------------- | ----------------------- | ---------- | ---------- | --------------- | --------------- | --------------- | ------------------ | ------------------ | ------------------ | ---------- | ---------- | ---------- | ------ | ------ |
| 2014-2015               | Real Estelí             | PD                      | 1          | 1          | -               | -               | -               | -                  | -                  | -                  | -          | -          | -          | 1      | 1      |
| 2015-2016               | Real Estelí             | PD                      | 7          | 0          | -               | -               | -               | -                  | -                  | -                  | -          | -          | -          | 7      | 0      |
| 2016-2017               | Real Estelí             | PD                      | 12         | 1          | -               | -               | -               | CL                 | 1                  | 0                  | -          | -          | -          | 13     | 1      |
| 2017-2018               | Real Estelí             | PD                      | 21         | 6          | -               | -               | -               | -                  | -                  | -                  | -          | -          | -          | 21     | 6      |
| Totale Real Estelí      | Totale Real Estelí      | Totale Real Estelí      | 41         | 8          |                 | -               | -               |                    | 1                  | 0                  |            | -          | -          | 42     | 8      |
| 2018                    | Spartaks Jūrmala        | V                       | 12         | 1          | CL              | 2               | 1               | UCL+UEL            | 4+1                | 3+0                | -          | -          | -          | 19     | 5      |
| mar.-lug. 2019          | Qizilqum                | USL                     | 11         | 3          | CU              | 0               | 0               | -                  | -                  | -                  | -          | -          | -          | 11     | 3      |
| lug.-dic. 2019          | Lokomotiv Tashkent      | USL                     | 10         | 1          | CU              | 1               | 0               | -                  | -                  | -                  | -          | -          | -          | 11     | 1      |
| 2020                    | Spartaks Jūrmala        | V                       | 25         | 7          | CL              | 1               | 0               | -                  | -                  | -                  | -          | -          | -          | 26     | 7      |
| Totale Spartaks Jūrmala | Totale Spartaks Jūrmala | Totale Spartaks Jūrmala | 37         | 8          |                 | 3               | 1               |                    | 5                  | 3                  |            | -          | -          | 45     | 12     |
| 2021                    | Spadarožnik Rėčica      | VL                      | 7          | 2          | CB              | 0               | 0               | -                  | -                  | -                  | -          | -          | -          | 7      | 2      |
| 2021-feb. 2022          | Veles Mosca             | 1D                      | 19         | 1          | CR              | 3               | 1               | -                  | -                  | -                  | -          | -          | -          | 22     | 2      |
| 2022                    | Panevezys               | A                       | 34         | 8          | LT              | 3               | 0               | UECL               | 2                  | 0                  | -          | -          | -          | 39     | 8      |
| 2023                    | Panevezys               | A                       | 34         | 14         | LT              | 1               | 0               | -                  | -                  | -                  | -          | -          | -          | 35     | 14     |
| Totale Panevezys        | Totale Panevezys        | Totale Panevezys        | 68         | 22         |                 | 4               | 0               |                    | 2                  | 0                  |            | -          | -          | 74     | 22     |
| Totale Carriera         | Totale Carriera         | Totale Carriera         | 193        | 45         |                 | 11              | 2               |                    | 8                  | 3                  |            | -          | -          | 212    | 50     |

### Cronologia presenze e reti in nazionale
| Cronologia completa delle presenze e delle reti in nazionale ― Nicaragua | Cronologia completa delle presenze e delle reti in nazionale ― Nicaragua | Cronologia completa delle presenze e delle reti in nazionale ― Nicaragua | Cronologia completa delle presenze e delle reti in nazionale ― Nicaragua | Cronologia completa delle presenze e delle reti in nazionale ― Nicaragua | Cronologia completa delle presenze e delle reti in nazionale ― Nicaragua | Cronologia completa delle presenze e delle reti in nazionale ― Nicaragua | Cronologia completa delle presenze e delle reti in nazionale ― Nicaragua |
| Data                                                                     | Città                                                                    | In casa                                                                  | Risultato                                                                | Ospiti                                                                   | Competizione                                                             | Reti                                                                     | Note                                                                     |
| ------------------------------------------------------------------------ | ------------------------------------------------------------------------ | ------------------------------------------------------------------------ | ------------------------------------------------------------------------ | ------------------------------------------------------------------------ | ------------------------------------------------------------------------ | ------------------------------------------------------------------------ | ------------------------------------------------------------------------ |
| 16-3-2017                                                                | San Pedro Sula                                                           | Honduras                                                                 | 2 – 0                                                                    | Nicaragua                                                                | Amichevole                                                               | -                                                                        | 46’                                                                      |
| 8-11-2017                                                                | Managua                                                                  | Nicaragua                                                                | 4 – 0                                                                    | Belize                                                                   | Amichevole                                                               | -                                                                        | 46’                                                                      |
| 11-11-2017                                                               | San Cristóbal                                                            | Rep. Dominicana                                                          | 1 – 0                                                                    | Nicaragua                                                                | Amichevole                                                               | -                                                                        | 72’                                                                      |
| 27-3-2021                                                                | San Cristóbal                                                            | Turks e Caicos                                                           | 0 – 7                                                                    | Nicaragua                                                                | Qual. Mondiali 2022                                                      | 2                                                                        |                                                                          |
| 8-9-2021                                                                 | Antigua Guatemala                                                        | Guatemala                                                                | 2 – 2                                                                    | Nicaragua                                                                | Amichevole                                                               | 1                                                                        | 84’                                                                      |
| 29-1-2022                                                                | Managua                                                                  | Nicaragua                                                                | 4 – 0                                                                    | Belize                                                                   | Amichevole                                                               | -                                                                        |                                                                          |
| 1-2-2022                                                                 | Managua                                                                  | Nicaragua                                                                | 1 – 1                                                                    | Belize                                                                   | Amichevole                                                               | -                                                                        |                                                                          |
| 3-6-2022                                                                 | Managua                                                                  | Nicaragua                                                                | 2 – 1                                                                    | Trinidad e Tobago                                                        | CONCACAF Nations League 2022-2023 - 1º turno                             | -                                                                        | 90’                                                                      |
| 6-6-2022                                                                 | Kingstown                                                                | Saint Vincent e Grenadine                                                | 2 – 2                                                                    | Nicaragua                                                                | CONCACAF Nations League 2022-2023 - 1º turno                             | -                                                                        | 64’                                                                      |
| 13-6-2022                                                                | Managua                                                                  | Nicaragua                                                                | 4 – 0                                                                    | Bahamas                                                                  | CONCACAF Nations League 2022-2023 - 1º turno                             | 1                                                                        | 59’                                                                      |
| 22-9-2022                                                                | Almere                                                                   | Suriname                                                                 | 2 – 1                                                                    | Nicaragua                                                                | Amichevole                                                               | -                                                                        | 75’                                                                      |
| 27-9-2022                                                                | Lorca                                                                    | Nicaragua                                                                | 0 – 1                                                                    | Ghana                                                                    | Amichevole                                                               | -                                                                        | 73’                                                                      |
| 24-3-2023                                                                | Managua                                                                  | Nicaragua                                                                | 4 – 1                                                                    | Saint Vincent e Grenadine                                                | CONCACAF Nations League 2022-2023 - 1º turno                             | 1                                                                        | 79’                                                                      |
| 27-3-2023                                                                | Bacolet                                                                  | Trinidad e Tobago                                                        | 1 – 1                                                                    | Nicaragua                                                                | CONCACAF Nations League 2022-2023 - 1º turno                             | 1                                                                        |                                                                          |
| 18-6-2023                                                                | Asunción                                                                 | Paraguay                                                                 | 2 – 0                                                                    | Nicaragua                                                                | Amichevole                                                               | -                                                                        |                                                                          |
| 8-9-2023                                                                 | San Cristóbal                                                            | Rep. Dominicana                                                          | 0 – 2                                                                    | Nicaragua                                                                | CONCACAF Nations League 2023-2024 - 1º turno                             | -                                                                        | 87’                                                                      |
| 11-9-2023                                                                | Managua                                                                  | Nicaragua                                                                | 5 – 1                                                                    | Barbados                                                                 | CONCACAF Nations League 2023-2024 - 1º turno                             | 1                                                                        | 78’                                                                      |
| 13-10-2023                                                               | Bridgetown                                                               | Montserrat                                                               | 0 – 3                                                                    | Nicaragua                                                                | CONCACAF Nations League 2023-2024 - 1º turno                             | -                                                                        | 25’ 90+1’                                                                |
| 17-11-2023                                                               | Bridgetown                                                               | Barbados                                                                 | 0 – 4                                                                    | Nicaragua                                                                | CONCACAF Nations League 2023-2024 - 1º turno                             | -                                                                        |                                                                          |
| 21-11-2023                                                               | Managua                                                                  | Nicaragua                                                                | 0 – 0                                                                    | Rep. Dominicana                                                          | CONCACAF Nations League 2023-2024 - 1º turno                             | -                                                                        | 79’                                                                      |
| 21-3-2025                                                                | Le Gosier                                                                | Guadalupa                                                                | 1 – 0                                                                    | Nicaragua                                                                | Qual. Gold Cup 2025                                                      | -                                                                        | 63’                                                                      |
| 6-6-2025                                                                 | Managua                                                                  | Nicaragua                                                                | 1 – 0                                                                    | Guyana                                                                   | Qual. Mondiali 2026                                                      | -                                                                        | 87’                                                                      |
| 11-6-2025                                                                | Panama                                                                   | Panama                                                                   | 3 – 0                                                                    | Nicaragua                                                                | Qual. Mondiali 2026                                                      | -                                                                        | 46’                                                                      |
| Totale                                                                   |                                                                          | Presenze                                                                 | 23                                                                       |                                                                          | Reti                                                                     | 7                                                                        |                                                                          |

## Palmarès

### Club

#### Competizioni nazionali
- Primera División: 2

Real Estelí: 2015-2016, 2016-2017
- Coppa dell'Uzbekistan: 1

Lokomotiv Tashkent: 2019
- Campionato lituano: 1

Panevėžys: 2023